# Tresa
Tresa er en flod der løber fra Luganosøen til Lago Maggiore nær Luino. Over en god del af dens 13 km lange løb udgør den grænsen mellem Schweiz og Italien.
Det er Tresa, som har givet navn til de to grænsebyer ved Luganosøen, Lavena Ponte Tresa og Ponte Tresa, i hhv. Italien og Schweiz.
45°59′48″N 8°43′36″Ø / 45.9967°N 8.7267°Ø